# Осаджена фортеця
«Осаджена фортеця» — кінофільм режисера Філіпа Калдерона, що вийшов на екрани в 2006 році.

## Зміст
У дикій африканській савані, на південному сході від Буркіна-Фасо, сховавшись в своїй багатометрові вежі, терміти займалися своїми повсякденними справами, коли справжня трагедія перевернула їх впорядковане життя. Жорстока тропічна злива пошкодила внутрішні галереї і кімнати термітника. А неподалік готувалася до нападу колонія жорстоких мурашок. Вони вирішили скористатися уразливістю пошкодженого термітника, щоб атакувати його. Наближається нещадна війна.

## Ролі
| Актор            | Роль |
| ---------------- | ---- |
| Бенуа Аллеманов  | -    |
| Крістіан Брюкнер | -    |

## Знімальна група
- Режисер — Філіп Калдерон
- Сценарист — Філіп Калдерон, Georges Marbeck, Гійом Венсан
- Продюсер — Франсуа Калдерон, Тієрра Комміссіонат, Benoît Tschieret
- Композитор — Фридерик Вебер